# Šimun Lupino
Šimun (Simon) Lupino (Vulpino) (u 1610.:str. 130. ili 1613.), hrvatski graditelj orgulja koji je djelovao u Zadru gdje je imao tvornicu.  Stilski je djelovao pod utjecajem talijanskih graditelja, s naglaskom na mletačke.:str. 129., 130. Don Krsto Stošić smatra da je Lupino s Vrgade.
Popravio je orgulje u šibenskoj katedrali i sagradio je orgulje za dominikansku crkvu u Bolu na Braču.